# Pyttis församling

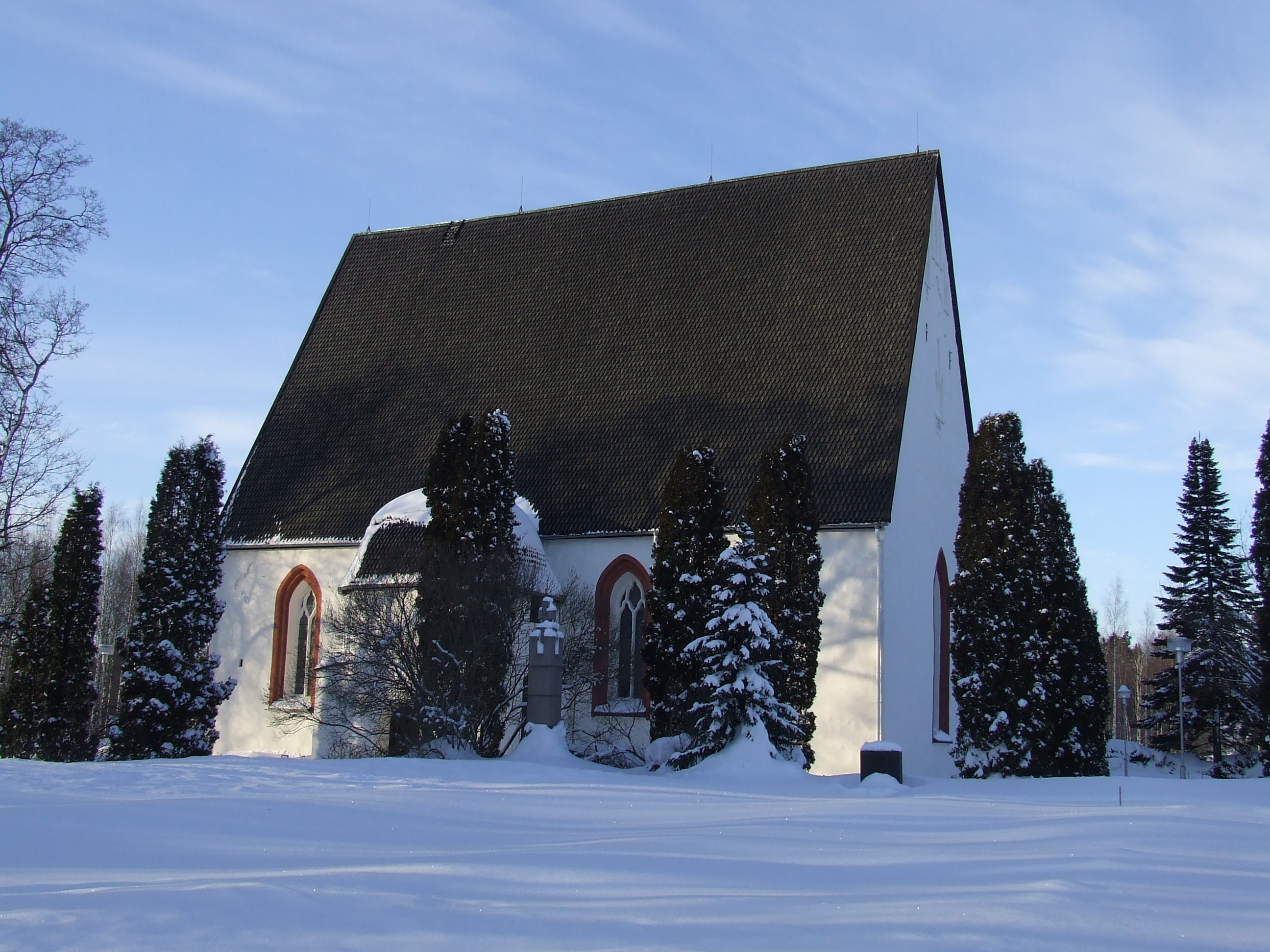
Pyttis kyrka

Pyttis församling är en tvåspråkig församling i Pyttis kommun i Kymmenedalen. Den hör till Sankt Michels stift i Evangelisk-lutherska kyrkan i Finland. Av församlingens 3 880 medlemmar är 8,7 % svenskspråkiga (08/2018).
Församlingens hemkyrka är Pyttis kyrka, byggd ca 1460 av Pernåmästaren.

## Historia
Pyttis kyrksocken har avskilts från Borgå kyrksocken innan Borgå år 1351 överläts till Padis klosters patronatsrätt, dvs senast 1350. Pyttis kyrksocken nämns första gången 1380. På 1410-talet bildades Lappträsks kapell som var gemensamt för Pyttis och Pernå kyrksocknar.  Pyttis var en självständig administrativ socken redan på 1500-talet, då den hade egen tingsrätt och en länsman. Som störst var socknen efter mitten av 1500-talet, då också Elimä, Kymmene, Anjala och Strömfors samt vissa byar i Lappträsk hörde till socknen.
Invånarna i Pyttis har i alla tider fått lida av olika slags skärmytslingar och krig – mot vikingar, danskar, norrmän, Novgorodbor, polacker och ryssar. Vid freden i Åbo mellan Sverige och Ryssland 1743 flyttades riksgränsen till Abborrfors och Pyttis delades i två delar. Delen som blev kvar på den svenska sidan kallades Ruotsinpyhtää (”Svenskpyttis”, i dag stadsdelen Strömfors i Lovisa stad) medan delen, som hamnade på den ryska sidan fick behålla namnet Pyttis.
Utöver havet och Kymmene älv var också Stora Strandvägen, som byggdes under den tidiga medeltiden mellan Åbo och Viborg, nuvarande Kungsvägen, av avgörande betydelse för socknens utveckling. Vid knutpunkten mellan landsvägen och Kymmene älvs sidogren utvecklades en naturlig handelsplats som sedan blev Pyttis Kyrkby. Stenkyrkan byggdes nära korsningen mellan Stora Strandvägen och älven på 1400-talet.